# I migliori cento romanzi gialli di tutti i tempi
I migliori cento romanzi gialli di tutti i tempi è un elenco pubblicato in forma di libro nel 1990 dalla Crime Writers' Association (CWA), l'organizzazione di scrittori del genere giallo del Regno Unito. 
Ne esiste un'altra versione pubblicata dalla Mystery Writers of America (MWA).

## I migliori cento romanzi gialli (CWA)
| N°  | Titolo originale                                               | Titolo italiano                                                                                    | Autore                     | Anno      |
| --- | -------------------------------------------------------------- | -------------------------------------------------------------------------------------------------- | -------------------------- | --------- |
| 1   | The Daughter of Time                                           | La figlia del tempo                                                                                | Josephine Tey              | 1951      |
| 2   | The Big Sleep                                                  | Il grande sonno                                                                                    | Raymond Chandler           | 1939      |
| 3   | The Spy Who Came In From the Cold                              | La spia che venne dal freddo                                                                       | John le Carré              | 1963      |
| 4   | Gaudy Night                                                    | Il college                                                                                         | Dorothy L. Sayers          | 1935      |
| 5   | The Murder of Roger Ackroyd                                    | L'assassinio di Roger Ackroyd Dalle nove alle dieci                                                | Agatha Christie            | 1926      |
| 6   | Rebecca                                                        | Rebecca, la prima moglie                                                                           | Daphne du Maurier          | 1938      |
| 7   | Farewell My Lovely                                             | Addio, mia amata                                                                                   | Raymond Chandler           | 1940      |
| 8   | The Moonstone                                                  | La pietra di Luna Il diamante indiano                                                              | Wilkie Collins             | 1868      |
| 9   | The IPCRESS File                                               | La pratica Ipcress (film)                                                                          | Len Deighton               | 1962      |
| 10  | The Maltese Falcon                                             | Il falcone maltese Il falco maltese                                                                | Dashiell Hammett           | 1930      |
| 11  | The Franchise Affair                                           | Il livido sulla spalla                                                                             | Josephine Tey              | 1948      |
| 12  | Last Seen Wearing ...                                          | E' scomparsa una ragazza                                                                           | Hillary Waugh              | 1952      |
| 13  | Il nome della rosa                                             | Il nome della rosa                                                                                 | Umberto Eco                | 1980      |
| 14  | Rogue Male                                                     | Il fucile a cannocchiale (film) Il maschio solitario Fuori del branco L'uomo che non doveva vivere | Geoffrey Household         | 1939      |
| 15  | The Long Goodbye                                               | Il lungo addio                                                                                     | Raymond Chandler           | 1953      |
| 16  | Malice Aforethought                                            | Delitto premeditato L'omicidio è un affare serio                                                   | Francis Iles               | 1931      |
| 17  | The Day of the Jackal                                          | Il giorno dello sciacallo                                                                          | Frederick Forsyth          | 1971      |
| 18  | The Nine Tailors                                               | Il segreto delle campane                                                                           | Dorothy L. Sayers          | 1934      |
| 19  | Ten Little Niggers Ten Little Indians And Then There Were None | Dieci piccoli indiani ... E poi non rimase nessuno                                                 | Agatha Christie            | 1939      |
| 20  | The Thirty-Nine Steps                                          | I trentanove scalini                                                                               | John Buchan                | 1915      |
| 21  | The Collected Sherlock Holmes Short Stories                    | Sherlock Holmes (racconti)                                                                         | Arthur Conan Doyle         | 1892–1927 |
| 22  | Murder Must Advertise                                          | Lord Peter e l'altro                                                                               | Dorothy L. Sayers          | 1933      |
| 23  | Tales of Mystery & Imagination                                 | (racconti)                                                                                         | Edgar Allan Poe            | 1852      |
| 24  | The Mask of Dimitrios A Coffin for Dimitrios                   | La maschera di Dimitrios                                                                           | Eric Ambler                | 1939      |
| 25  | The Moving Toyshop                                             | Il negozio fantasma                                                                                | Edmund Crispin             | 1946      |
| 26  | The Tiger in the Smoke                                         | Un'ombra nella nebbia                                                                              | Margery Allingham          | 1952      |
| 27  | The False Inspector Dew                                        | Il falso ispettore                                                                                 | Peter Lovesey              | 1982      |
| 28  | The Woman in White                                             | La donna in bianco                                                                                 | Wilkie Collins             | 1860      |
| 29  | A Dark-Adapted Eye                                             | Occhi nel buio                                                                                     | Barbara Vine               | 1986      |
| 30  | The Postman Always Rings Twice                                 | Il postino suona sempre due volte                                                                  | James M. Cain              | 1934      |
| 31  | The Glass Key                                                  | La chiave di vetro                                                                                 | Dashiell Hammett           | 1931      |
| 32  | The Hound of the Baskervilles                                  | Il mastino dei Baskerville Il cane di Baskerville                                                  | Arthur Conan Doyle         | 1901–1902 |
| 33  | Tinker, Tailor, Soldier, Spy                                   | La talpa                                                                                           | John le Carré              | 1974      |
| 34  | Trent's Last Case                                              | La vedova del miliardario L'ultima inchiesta di Trent                                              | E. C. Bentley              | 1913      |
| 35  | From Russia, with Love                                         | A 007, dalla Russia con amore Dalla Russia con Amore                                               | Ian Fleming                | 1957      |
| 36  | Cop Hater                                                      | L'assassino ha lasciato la firma Odio gli sbirri                                                   | Ed McBain                  | 1956      |
| 37  | The Dead of Jericho                                            | I morti di Jericho (serie televisiva)                                                              | Colin Dexter               | 1981      |
| 38  | Strangers on a Train                                           | Sconosciuti in treno (film)                                                                        | Patricia Highsmith         | 1950      |
| 39  | A Judgement in Stone                                           | La morte non sa leggere (film)                                                                     | Ruth Rendell               | 1977      |
| 40  | The Hollow Man The Three Coffins                               | Le tre bare                                                                                        | John Dickson Carr          | 1935      |
| 41  | The Poisoned Chocolates Case                                   | Il caso dei cioccolatini avvelenati                                                                | Anthony Berkeley           | 1929      |
| 42  | A Morbid Taste for Bones                                       | La bara d'argento Fratello Cadfael e la bara d'argento                                             | Ellis Peters               | 1977      |
| 43  | The Leper of Saint Giles                                       | Due delitti per un monaco                                                                          | Ellis Peters               | 1981      |
| 44  | A Kiss Before Dying                                            | Un bacio prima di morire (film)                                                                    | Ira Levin                  | 1953      |
| 45  | The Talented Mr. Ripley                                        | Il talento di mister Ripley                                                                        | Patricia Highsmith         | 1955      |
| 46  | Brighton Rock                                                  | La roccia di Brighton                                                                              | Graham Greene              | 1938      |
| 47  | The Lady in the Lake                                           | La signora nel lago In fondo al lago                                                               | Raymond Chandler           | 1943      |
| 48  | Presumed Innocent                                              | Presunto innocente (film)                                                                          | Scott Turow                | 1987      |
| 49  | A Demon in My View                                             | Paura d'uccidere                                                                                   | Ruth Rendell               | 1976      |
| 50  | The Devil in Velvet                                            | Il diavolo vestito di velluto                                                                      | John Dickson Carr          | 1951      |
| 51  | A Fatal Inversion                                              | La casa della lunga estate                                                                         | Barbara Vine               | 1987      |
| 52  | The Journeying Boy The Case of the Journeying Boy              | The Journeying Boy                                                                                 | Michael Innes              | 1949      |
| 53  | A Taste for Death                                              | Un gusto per la morte                                                                              | P. D. James                | 1986      |
| 54  | The Eagle Has Landed                                           | La notte dell'aquila (film)                                                                        | Jack Higgins               | 1975      |
| 55  | My Brother Michael                                             | | Mary Stewart               | 1960      |
| 56  | Bertie and the Tin Man                                         | Fotofinish per Bertie                                                                              | Peter Lovesey              | 1987      |
| 57  | Penny Black                                                    | | Susan Moody                | 1984      |
| 58  | Game, Set & Match (Berlin Game, Mexico Set, London Match)      | Trilogia: Gioco a Berlino Mexico City L'ultima partita                                             | Len Deighton               | 1984–1986 |
| 59  | The Danger                                                     | Il pericolo                                                                                        | Dick Francis               | 1983      |
| 60  | Devices and Desires                                            | Una notte di luna per l'ispettore Dalgliesh                                                        | P. D. James                | 1989      |
| 61  | Under World Underworld                                         | Verità sepolte (serie televisiva)                                                                  | Reginald Hill              | 1988      |
| 62  | Nine Coaches Waiting                                           | ?                                                                                                  | Mary Stewart               | 1958      |
| 63  | A Running Duck Fair Game                                       | Facile preda (film uno e due) Bersaglio facile                                                     | Paula Gosling              | 1978      |
| 64  | Smallbone Deceased                                             | C'è un cadavere dall'avvocato                                                                      | Michael Gilbert            | 1950      |
| 65  | The Rose of Tibet                                              | La rosa del Tibet                                                                                  | Lionel Davidson            | 1962      |
| 66  | Innocent Blood                                                 | Sangue innocente                                                                                   | P. D. James                | 1980      |
| 67  | Strong Poison                                                  | Veleno mortale                                                                                     | Dorothy L. Sayers          | 1930      |
| 68  | Hamlet, Revenge!                                               | Hamlet, Revenge!                                                                                   | Michael Innes              | 1937      |
| 69  | A Thief of Time                                                | Ladri del tempo                                                                                    | Tony Hillerman             | 1989      |
| 70  | A Bullet in the Ballet                                         | Il proiettile è di scena                                                                           | Caryl Brahms & S. J. Simon | 1937      |
| 71  | Deadheads                                                      | Deadheads (serie televisiva)                                                                       | Reginald Hill              | 1983      |
| 72  | The Third Man                                                  | Il terzo uomo (film)                                                                               | Graham Greene              | 1950      |
| 73  | The Labyrinth Makers                                           | (serie televisiva)                                                                                 | Anthony Price              | 1974      |
| 74  | The Berlin Memorandum The Quiller Memorandum                   | Operazione Phönix                                                                                  | Adam Hall                  | 1965      |
| 75  | Beast in View                                                  | La porta stretta                                                                                   | Margaret Millar            | 1955      |
| 76  | The Shortest Way to Hades                                      | | Sarah Caudwell             | 1984      |
| 77  | Running Blind                                                  | Lassù qualcuno mi odia                                                                             | Desmond Bagley             | 1970      |
| 78  | Twice Shy                                                      | | Dick Francis               | 1981      |
| 79  | The Manchurian Candidate                                       | The Manchurian Candidate (film uno e due)                                                          | Richard Condon             | 1959      |
| 80  | Killings at Badger's Drift The Killings at Badger's Drift      | Ragnatele d'inganni                                                                                | Caroline Graham            | 1987      |
| 81  | The Beast Must Die                                             | La belva deve morire (film)                                                                        | Nicholas Blake             | 1963      |
| 82  | Gorky Park                                                     | Gorky Park                                                                                         | Martin Cruz Smith          | 1981      |
| 83  | Death Comes as the End                                         | C'era una volta                                                                                    | Agatha Christie            | 1945      |
| 84  | Green for Danger                                               | Delitto in bianco                                                                                  | Christianna Brand          | 1945      |
| 85  | Tragedy at Law                                                 | Tragedy at Law                                                                                     | Cyril Hare                 | 1942      |
| 86  | The Collector                                                  | Il collezionista                                                                                   | John Fowles                | 1963      |
| 87  | Gideon's Day Gideon of Scotland Yard                           | (film)                                                                                             | J. J. Marric               | 1955      |
| 88  | The Sun Chemist                                                | L'alchimista del sole                                                                              | Lionel Davidson            | 1976      |
| 89  | The Guns of Navarone                                           | I cannoni di Navarone (film)                                                                       | Alistair MacLean           | 1957      |
| 90  | The Colour of Murder                                           | Un quadrato di seta nera                                                                           | Julian Symons              | 1957      |
| 91  | Greenmantle                                                    | Greenmantle                                                                                        | John Buchan                | 1916      |
| 92  | The Riddle of the Sands                                        | L'enigma delle sabbie                                                                              | Erskine Childers           | 1903      |
| 93  | Wobble to Death                                                | Wobble to Death (serie televisiva)                                                                 | Peter Lovesey              | 1970      |
| 94  | Red Harvest                                                    | Piombo e sangue                                                                                    | Dashiell Hammett           | 1929      |
| 95  | The Key to Rebecca                                             | Il codice Rebecca                                                                                  | Ken Follett                | 1980      |
| 96  | Sadie When She Died                                            | 87º Distretto: l'assassino ha confessato                                                           | Ed McBain                  | 1972      |
| 97  | The Murder of the Maharajah                                    | | H. R. F. Keating           | 1980      |
| 98  | What Bloody Man Is That?                                       | | Simon Brett                | 1987      |
| 99  | Shooting Script                                                | Messa a fuoco                                                                                      | Gavin Lyall                | 1966      |
| 100 | The Four Just Men                                              | I quattro giusti I quattro uomini giusti                                                           | Edgar Wallace              | 1906      |

## I migliori cento romanzi gialli (MWA)
| N°  | Titolo originale                                               | Titolo italiano                                                                                    | Autore                   | Anno      | CWA     | Ranking |
| --- | -------------------------------------------------------------- | -------------------------------------------------------------------------------------------------- | ------------------------ | --------- | ------- | ------- |
| 1   | The Complete Sherlock Holmes                                   | Sherlock Holmes#Canone (racconti e 4 romanzi)                                                      | Arthur Conan Doyle       | 1887–1927 | Si · No | 21, 32  |
| 2   | The Maltese Falcon                                             | Il falcone maltese Il falco maltese                                                                | Dashiell Hammett         | 1930      | Si      | 10      |
| 3   | Tales of Mystery & Imagination                                 | (racconti)                                                                                         | Edgar Allan Poe          | 1852      | Si      | 23      |
| 4   | The Daughter of Time                                           | La figlia del tempo                                                                                | Josephine Tey            | 1951      | Si      | 1       |
| 5   | Presumed Innocent                                              | Presunto innocente (film)                                                                          | Scott Turow              | 1987      | Si      | 48      |
| 6   | The Spy Who Came In From the Cold                              | La spia che venne dal freddo                                                                       | John le Carré            | 1963      | Si      | 3       |
| 7   | The Moonstone                                                  | La pietra di Luna                                                                                  | Wilkie Collins           | 1868      | Si      | 8       |
| 8   | The Big Sleep                                                  | Il grande sonno                                                                                    | Raymond Chandler         | 1939      | Si      | 2       |
| 9   | Rebecca                                                        | Rebecca, la prima moglie                                                                           | Daphne du Maurier        | 1938      | Si      | 6       |
| 10  | Ten Little Niggers Ten Little Indians And Then There Were None | Dieci piccoli indiani ... E poi non rimase nessuno                                                 | Agatha Christie          | 1939      | Si      | 19      |
| 11  | Anatomy of a Murder                                            | Anatomia di un omicidio                                                                            | Robert Traver            | 1958      | No      |         |
| 12  | The Murder of Roger Ackroyd                                    | L'assassinio di Roger Ackroyd Dalle nove alle dieci                                                | Agatha Christie          | 1926      | Si      | 5       |
| 13  | The Long Goodbye                                               | Il lungo addio                                                                                     | Raymond Chandler         | 1953      | Si      | 15      |
| 14  | The Postman Always Rings Twice                                 | Il postino suona sempre due volte                                                                  | James M. Cain            | 1934      | Si      | 30      |
| 15  | The Godfather                                                  | Il padrino                                                                                         | Mario Puzo               | 1969      | No      |         |
| 16  | The Silence of the Lambs                                       | Il silenzio degli innocenti                                                                        | Thomas Harris            | 1988      | No      |         |
| 17  | The Mask of Dimitrios A Coffin for Dimitrios                   | La maschera di Dimitrios                                                                           | Eric Ambler              | 1939      | Si      | 24      |
| 18  | Gaudy Night                                                    | Il college                                                                                         | Dorothy L. Sayers        | 1935      | Si      | 4       |
| 19  | Witness for the Prosecution                                    | Testimone d'accusa                                                                                 | Agatha Christie          | 1948      | No      |         |
| 20  | The Day of the Jackal                                          | Il giorno dello sciacallo                                                                          | Frederick Forsyth        | 1971      | Si      | 17      |
| 21  | Farewell My Lovely                                             | Addio, mia amata                                                                                   | Raymond Chandler         | 1940      | Si      | 7       |
| 22  | The Thirty-Nine Steps                                          | I trentanove scalini                                                                               | John Buchan              | 1915      | Si      | 20      |
| 23  | Il nome della rosa                                             | Il nome della rosa                                                                                 | Umberto Eco              | 1980      | Si      | 13      |
| 24  | «Преступление и наказание»                                     | Delitto e castigo                                                                                  | Fëdor Dostoevskij        | 1866      | No      |         |
| 25  | Storm Island Eye of the Needle                                 | La cruna dell'ago                                                                                  | Ken Follett              | 1978      | No      |         |
| 26  | Rumpole of the Bailey                                          | (serie televisiva)                                                                                 | John Mortimer            | 1978      | No      |         |
| 27  | Red Dragon                                                     | Il delitto della terza luna                                                                        | Thomas Harris            | 1981      | No      |         |
| 28  | The Nine Tailors                                               | Il segreto delle campane                                                                           | Dorothy L. Sayers        | 1934      | Si      | 18      |
| 29  | Fletch                                                         | Giovedì mi ucciderai                                                                               | Gregory Mcdonald         | 1974      | No      |         |
| 30  | Tinker, Tailor, Soldier, Spy                                   | La talpa                                                                                           | John le Carré            | 1974      | Si      | 33      |
| 31  | The Thin Man                                                   | L'uomo ombra                                                                                       | Dashiell Hammett         | 1934      | No      |         |
| 32  | The Woman in White                                             | La donna in bianco                                                                                 | Wilkie Collins           | 1860      | Si      | 28      |
| 33  | Trent's Last Case                                              | La vedova del miliardario L'ultima inchiesta di Trent                                              | E. C. Bentley            | 1913      | Si      | 34      |
| 34  | Double Indemnity                                               | La morte paga doppio La fiamma del peccato                                                         | James M. Cain            | 1943      | No      |         |
| 35  | Gorky Park                                                     | Gorky Park                                                                                         | Martin Cruz Smith        | 1981      | Si      | 82      |
| 36  | Strong Poison                                                  | Veleno mortale                                                                                     | Dorothy L. Sayers        | 1930      | Si      | 67      |
| 37  | Dance Hall of the Dead                                         | Là dove danzano i morti                                                                            | Tony Hillerman           | 1973      | No      |         |
| 38  | The Hot Rock                                                   | Gli ineffabili cinque (film)                                                                       | Donald E. Westlake       | 1970      | No      |         |
| 39  | Red Harvest                                                    | Piombo e sangue                                                                                    | Dashiell Hammett         | 1929      | Si      | 94      |
| 40  | The Circular Staircase                                         | La scala a chiocciola                                                                              | Mary Roberts Rinehart    | 1908      | No      |         |
| 41  | Murder on the Orient Express                                   | Assassinio sull'Orient Express                                                                     | Agatha Christie          | 1934      | No      |         |
| 42  | The Firm                                                       | Il socio                                                                                           | John Grisham             | 1991      | No      |         |
| 43  | The IPCRESS File                                               | La pratica Ipcress (film)                                                                          | Len Deighton             | 1962      | Si      | 9       |
| 44  | Laura                                                          | Laura                                                                                              | Vera Caspary             | 1942      | No      |         |
| 45  | I, the Jury                                                    | Ti ucciderò                                                                                        | Mickey Spillane          | 1947      | No      |         |
| 46  | Den skrattande polisen (The Laughing Policeman)                | Il poliziotto che ride                                                                             | Maj Sjöwall e Per Wahlöö | 1968      | No      |         |
| 47  | Bank Shot                                                      | Come sbancare il lunario                                                                           | Donald E. Westlake       | 1972      | No      |         |
| 48  | The Third Man                                                  | Il terzo uomo (film)                                                                               | Graham Greene            | 1950      | Si      | 72      |
| 49  | The Killer Inside Me                                           | L'assassino che è in me La belva che è dentro di me                                                | Jim Thompson             | 1952      | No      |         |
| 50  | Where Are the Children?                                        | Dove sono i bambini?                                                                               | Mary Higgins Clark       | 1975      | No      |         |
| 51  | "A" is for Alibi                                               | A come alibi                                                                                       | Sue Grafton              | 1982      | No      |         |
| 52  | The First Deadly Sin                                           | (film)                                                                                             | Lawrence Sanders         | 1973      | No      |         |
| 53  | A Thief of Time                                                | Ladri del tempo                                                                                    | Tony Hillerman           | 1989      | Si      | 69      |
| 54  | In Cold Blood                                                  | A sangue freddo                                                                                    | Truman Capote            | 1966      | No      |         |
| 55  | Rogue Male                                                     | Il fucile a cannocchiale (film) Il maschio solitario Fuori del branco L'uomo che non doveva vivere | Geoffrey Household       | 1939      | Si      | 14      |
| 56  | Murder Must Advertise                                          | Lord Peter e l'altro                                                                               | Dorothy L. Sayers        | 1933      | Si      | 22      |
| 57  | The Innocence of Father Brown                                  | Il candore di Padre Brown                                                                          | Gilbert Keith Chesterton | 1911      | No      |         |
| 58  | Smiley's People                                                | Tutti gli uomini di Smiley                                                                         | John le Carré            | 1979      | No      |         |
| 59  | The Lady in the Lake                                           | La signora nel lago In fondo al lago                                                               | Raymond Chandler         | 1943      | Si      | 47      |
| 60  | To Kill a Mockingbird                                          | Il buio oltre la siepe                                                                             | Harper Lee               | 1960      | No      |         |
| 61  | Our Man in Havana                                              | Il nostro agente all'Avana                                                                         | Graham Greene            | 1958      | No      |         |
| 62  | The Mystery of Edwin Drood                                     | Il mistero di Edwin Drood                                                                          | Charles Dickens          | 1870      | No      |         |
| 63  | Wobble to Death                                                | Wobble to Death (serie televisiva)                                                                 | Peter Lovesey            | 1970      | Si      | 93      |
| 64  | Ashenden                                                       | Ashenden o l'agente inglese (racconti) (film)                                                      | William Somerset Maugham | 1928      | No      |         |
| 65  | The Seven Per-Cent Solution                                    | La soluzione settepercento (film)                                                                  | Nicholas Meyer           | 1974      | No      |         |
| 66  | The Doorbell Rang                                              | Nero Wolfe contro l'FBI                                                                            | Rex Stout                | 1965      | No      |         |
| 67  | Stick                                                          | Stick                                                                                              | Elmore Leonard           | 1983      | No      |         |
| 68  | The Little Drummer Girl                                        | La tamburina (film)                                                                                | John le Carré            | 1983      | No      |         |
| 69  | Brighton Rock                                                  | La roccia di Brighton                                                                              | Graham Greene            | 1938      | Si      | 46      |
| 70  | Dracula                                                        | Dracula                                                                                            | Bram Stoker              | 1897      | No      |         |
| 71  | The Talented Mr. Ripley                                        | Il talento di mister Ripley                                                                        | Patricia Highsmith       | 1955      | Si      | 45      |
| 72  | The Moving Toyshop                                             | Il negozio fantasma                                                                                | Edmund Crispin           | 1946      | Si      | 25      |
| 73  | A Time to Kill                                                 | Il momento di uccidere                                                                             | John Grisham             | 1989      | No      |         |
| 74  | Last Seen Wearing ...                                          | E' scomparsa una ragazza                                                                           | Hillary Waugh            | 1952      | Si      | 12      |
| 75  | Little Caesar                                                  | Piccolo Cesare (film)                                                                              | W. R. Burnett            | 1929      | No      |         |
| 76  | The Friends of Eddie Coyle                                     | Gli amici di Eddie Coyle                                                                           | George V. Higgins        | 1972      | No      |         |
| 77  | Clouds of Witness                                              | Gli occhi verdi del gatto Il gatto dagli occhi verdi                                               | Dorothy L. Sayers        | 1927      | No      |         |
| 78  | From Russia, with Love                                         | A 007, dalla Russia con amore Dalla Russia con Amore                                               | Ian Fleming              | 1957      | Si      | 35      |
| 79  | Beast in View                                                  | La porta stretta                                                                                   | Margaret Millar          | 1955      | Si      | 75      |
| 80  | Smallbone Deceased                                             | C'è un cadavere dall'avvocato                                                                      | Michael Gilbert          | 1950      | Si      | 64      |
| 81  | The Franchise Affair                                           | Il livido sulla spalla                                                                             | Josephine Tey            | 1948      | Si      | 11      |
| 82  | Crocodile on the Sandbank                                      | Amelia Peabody e la mummia La sfida della mummia                                                   | Elizabeth Peters         | 1975      | No      |         |
| 83  | Shroud for a Nightingale                                       | Scuola per infermiere                                                                              | P. D. James              | 1971      | No      |         |
| 84  | The Hunt for Red October                                       | La grande fuga dell'Ottobre Rosso                                                                  | Tom Clancy               | 1984      | No      |         |
| 85  | Chinaman's Chance                                              | Pelican Bay                                                                                        | Ross Thomas              | 1978      | No      |         |
| 86  | The Secret Agent                                               | L'agente segreto                                                                                   | Joseph Conrad            | 1907      | No      |         |
| 87  | The Dreadful Lemon Sky                                         | Sette cadaveri per Macgee                                                                          | John D. MacDonald        | 1975      | No      |         |
| 88  | The Glass Key                                                  | La chiave di vetro                                                                                 | Dashiell Hammett         | 1931      | Si      | 31      |
| 89  | A Judgement in Stone                                           | La morte non sa leggere (film)                                                                     | Ruth Rendell             | 1977      | Si      | 39      |
| 90  | Brat Farrar Come and Kill Me                                   | Il ritorno dell'erede (film)                                                                       | Josephine Tey            | 1950      | No      |         |
| 91  | The Chill                                                      | Il delitto non invecchia                                                                           | Ross Macdonald           | 1963      | No      |         |
| 92  | Devil in a Blue Dress                                          | Il diavolo in blu (film)                                                                           | Walter Mosley            | 1990      | No      |         |
| 93  | The Choirboys                                                  | I chierichetti (film) I ragazzi del coro                                                           | Joseph Wambaugh          | 1975      | No      |         |
| 94  | God Save the Mark                                              | Un bidone di guai                                                                                  | Donald E. Westlake       | 1967      | No      |         |
| 95  | Home Sweet Homicide                                            | Giallo in famiglia                                                                                 | Craig Rice               | 1944      | No      |         |
| 96  | The Hollow Man The Three Coffins                               | Le tre bare                                                                                        | John Dickson Carr        | 1935      | Si      | 40      |
| 97  | Prizzi's Honour Prizzi's Honor                                 | (film)                                                                                             | Richard Condon           | 1982      | No      |         |
| 98  | The Steam Pig                                                  | Porcellino a vapore                                                                                | James McClure            | 1974      | No      |         |
| 99  | Time and Again                                                 | Indietro nel tempo                                                                                 | Jack Finney              | 1970      | No      |         |
| 100 | A Morbid Taste for Bones                                       | La bara d'argento Fratello Cadfael e la bara d'argento                                             | Ellis Peters             | 1977      | Si      | 42      |
| 100 | Rosemary's Baby                                                | Rosemary's Baby                                                                                    | Ira Levin                | 1967      | No      |         |